# This I Love
This I Love é a faixa 13 do álbum de estúdio Chinese Democracy de Guns N' Roses, lançado em 2008, e tem 5 minutos e 34 segundos de duração. Axl Rose escreveu esta música sozinho.

## Informações
Segundo uma entrevista de Axl Rose para a revista Hit Parader, "This I Love" foi escrita em 1992 para seu álbum solo. Anos mais tarde, membros da banda (Tommy Stinson e Robin Finck) pediram para Axl gravar a música para o álbum Chinese Democracy.

## Créditos
- Axl Rose – vocal, piano, teclados
- Dizzy Reed – sintetizador
- Tommy Stinson – baixo
- Chris Pitman – teclados, sub-bass, sintetizador
- Robin Finck – guitarra solo
- Bryan Mantia – bateria
- Ron "Bumblefoot" Thal – guitarra rítmica

Músicos adicionais
- Patti Hood - Harpa
- Marco Beltrami - Orquestração